# Michail Leopoldowitsch Abramow
Michail Leopoldowitsch Abramow (russisch Михаи́л Леопо́льдович Абра́мов; * 6. Juli 1956 in Wladiwostok) ist ein russischer Admiral und ehemaliger Chef des Hauptstabes der Russischen Seekriegsflotte. Von 2004 bis 2005 war er Kommandeur der russischen Nordflotte.

## Leben
Abramows Vater war Kapitän zur See, Kommandant eines Zerstörers und leitete später den Lehrstuhl für Minenwaffen an der Pazifischen Seeoffiziershochschule S.O. Makarow. Seine Mutter arbeitete in einer U-Boot-Werft und lehrte später auch an der Pazifischen Seeoffiziershochschule.
Abramow begann seine militärische Laufbahn 1973 mit einem Studium an der Pazifischen Seeoffiziershochschule, die er 1978 erfolgreich absolvierte. Zuerst diente er von 1978 bis 1983 in der Pazifikflotte als Kommandeur einer Raketenbatterie, dann als Gefechtsabschnittskommandeur für Raketen und Artillerie (GA-3) und Erster Offizier. Von 1983 bis 1984 besuchte er höhere Spezialkurse für Offiziere der sowjetischen Seekriegsflotte, worauf er von 1984 bis 1987 das Wachschiff Retiwy kommandierte. 
Mit Goldmedaille beendete er ein von 1987 bis 1989 währendes Studium an der Seekriegsakademie N. G. Kusnezow. Daraufhin wurde er als Stabschef der 71. Landungsschiffbrigade der Baltischen Flotte eingesetzt und war dann 1990 stellvertretender Kommandeur einer Schiffsbrigade der Pazifikflotte. Er arbeitete von 1990 bis 1998 als Divisionskommandeur von Überwasserschiffen und Stabschef der Kamtschatka-Flottille. Von 1999 bis 2001 absolvierte Abramow die Militärakademie des Generalstabes der Russischen Streitkräfte mit Auszeichnung. Nachdem er von 2001 bis 2003 als Stabschef die Primorsker Flottille der Nordflotte kommandiert hatte, wurde er Stabschef der Baltischen Flotte (2003 bis 2004). In den folgenden zwei Jahren diente er als Kommandeur der Nordflotte und löste Gennadi Sutschkow ab, der wegen des U-Bootunfalls bei der Außerdienststellung von K-159 von seinen Pflichten entbunden wurde.
Ab 4. September 2005 war er Chef des Hauptstabes der russischen Marine und erster Stellvertreter des Oberkommandierenden der Seekriegsflotte. Seit Juli 2009 befindet er sich aus gesundheitlichen Gründen im Ruhestand.
1992 kommandierte Abramow eine Gruppe der russischen Marine im Persischen Golf.
Abramow ist verheiratet und hat einen Sohn.

## Auszeichnungen
- Orden „Für militärische Verdienste“
- Verdienstorden für das Vaterland[3]
- weitere Medaillen